# Docteur Sylvestre
Pour les articles homonymes, voir Sylvestre.
Docteur Sylvestre est une série télévisée française en 25 épisodes de 90 minutes, créée par Laurence Bachman et Ariane Heyrauden.
Cette série a été diffusée entre le 10 septembre 1995 et le 25 juin 2001 sur France 3 et rediffusée sur TV5 Monde, TMC, Série Club, et sur RTL9. Elle est depuis fin 2020 disponible sur la chaîne Youtube d'AB Productions, Instant Saga.Depuis le 20 décembre 2024, l'intégralité est diffusée sur la plateforme gratuite TF1+.

## Synopsis
Le docteur Pierre Sylvestre (Jérôme Anger) est titulaire d'un poste de chef de clinique. Un jour, il décide de tout abandonner pour se consacrer au travail de médecin généraliste remplaçant, poste qui l'amenera aux quatre coins de la France. Il commencera cette nouvelle carrière en remplaçant le docteur Raynal dans une petite ville de province.
A ses côtés, sa fidèle assistante, Mademoiselle Raynal (Maria Pacôme) le soutient et le conseille. Elle sera ensuite remplacée par Hélène Danton (Marthe Villalonga).
La série aborde quelquefois des thèmes très difficiles comme, durant un des épisodes de la dernière saison, l'évocation d'un patient, ami d'enfance du médecin, atteint d'un cancer en phase terminale.

## Fiche technique
- Titre : Docteur Sylvestre
- Durée de chaque épisode : 90 minutes
- Production : Alya Productions, France 3 , TSR
- Genre : série dramatique
- Pays :  France /  Suisse
- Langue : français

## Distribution
- Jérôme Anger : Dr Pierre Sylvestre

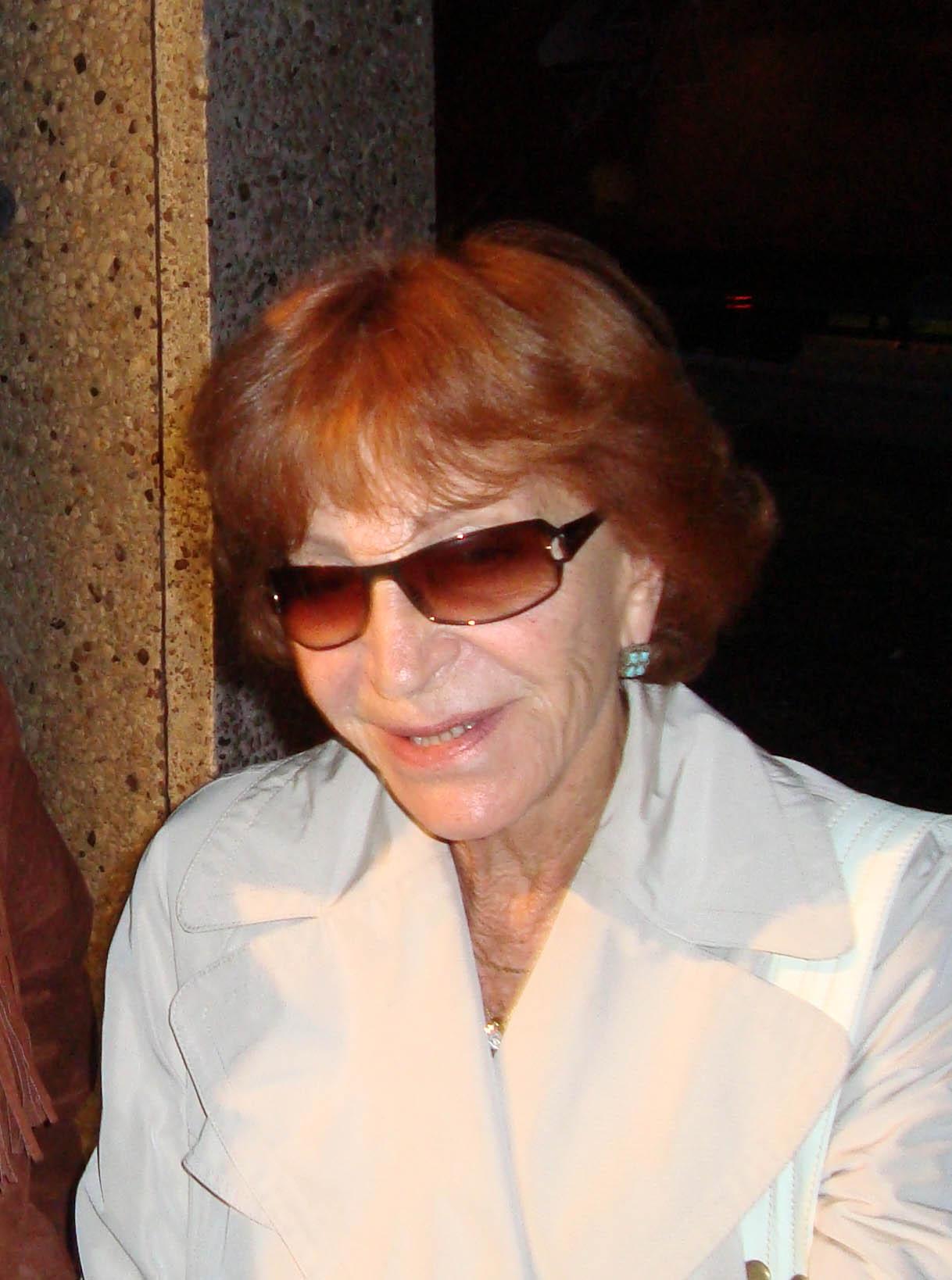
Maria Pacôme.

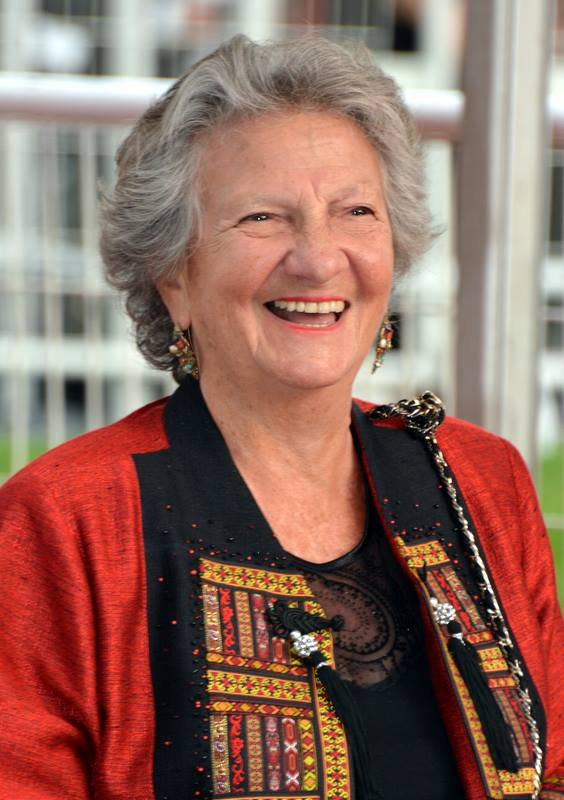
Marthe Villalonga.

- Maria Pacôme : Mlle Evelyne Raynal (1995-1998) 14 épisodes
- Marthe Villalonga : Hélène Danton (1999-2001) 11 épisodes

## Invités
- Yann Babilée : M. Damiani (épisode 1)
- Michel Bertay : Chassepot (épisode 1)
- Betty Bomonde : Juliette (épisode 1)
- Hélène de Saint-Père : Fabienne (épisode 2)
- Jean-Marie Winling : Edmond Blanchard (épisode 2)
- Claire Wauthion : Louise Blanchard (épisode 2)
- Hélène Alexandridis : Solange (épisode 2)
- Roger Miremont : Julien (épisode 2)
- Isabelle Renauld : Le docteur Fabiani (épisode 3)
- Noëlla Dussart : Stéphanie (épisode 3)
- François Loriquet : Paul Lefort (épisode 3)
- Isabelle Sadoyan : Éliane (épisode 3)
- Sarah-Laure Estragnat : Anna Dubreuil (épisode 3)
- Charlotte Valandrey : Marianne (épisode 4)
- Alexis Desseaux : Patrick (épisode 4)
- Mélanie Thierry : Julie (épisode 4)
- Sophie Mounicot : Laurence (épisode 4 et 5)
- Jean-François Stévenin : Charly (épisode 5)
- Clothilde Baudon : Marion (épisode 5)
- Francis Renaud : Dan (épisode 5)
- Henri Micheli : Franck (épisode 5)

## Épisodes

### Épisode pilote (1995)
1. Un homme en colère

### Saison 1 (1996)
1. Silence Hôpital
2. Le Choix d'une vie
3. D'origine inconnue
4. Condamné à vivre

### Saison 2 (1997)
1. Une retraite dorée
2. Un esprit clairvoyant
3. Les pièges de Saturne
4. La vie entre quatre murs

### Saison 3 (1998)
1. Substitution
2. Premières ex æquo
3. Mémoire blanche
4. Zone dangereuse

### Saison 4 (1999)
1. Ecorchée vive (dernier épisode avec Maria Pacôme)
2. Lycée en crise (premier épisode avec Marthe Villalonga)
3. Cadences infernales
4. Papa dort

### Saison 5 (2000)
1. Le don d'un frère
2. In extremis
3. Pour l'exemple

### Saison 6 (2001)
1. Maladie d'amour
2. Café frappé
3. Le prix de l'excellence
4. Le secret de Marc
5. Des apparences trompeuses

## Autour de la série
Selon Le Parisien, la série a connu un grand succès et a permis à l'acteur principal Jérome Anger d'obtenir une certaine popularité au fur et à mesure de la diffusion des vingt cinq épisodes. En 2001, celui-ci déclare qu'il est ravi de quitter cette série et de partir « avant de s'ennuyer ».